# Projects in the Jungle
Projects In The Jungle es el segundo álbum de la etapa inicial glam metal de la banda estadounidense de groove metal Pantera, lanzado en 1984. La pista que le da nombre al disco, es un presagio de lo que vendría unos años más tarde, ya que cuenta con un riff muy al estilo del groove metal que, posteriormente, ejercerían. Al igual que su antecesor, este álbum fue realizado en la casa discográfica "Metal Magic Records", propiedad de la misma banda y producido por Jerry Abott (padre de los hermanos Abott).

## Lista de canciones
1. "All Over Tonight" – 3:36
2. "Out for Blood" – 3:09
3. "Blue Light Turnin' Red" – 1:38
4. "Like Fire" – 4:01
5. "In Over My Head" – 3:58
6. "Projects in the Jungle" – 3:05
7. "Heavy Metal Rules" – 4:18
8. "Only a Heartbeat Away" – 4:01
9. "Killers" – 3:30
10. "Takin' My Life" – 4:31

## Miembros
- Terry Glaze - Voz
- Diamond Darrell (Dimebag Darrell) - Guitarra
- Rexx Rocker (Rex Brown) - Bajo
- Vince Abott (Vinnie Paul) - Batería